# Friendship
För andra betydelser, se Friendship (olika betydelser).
Friendship är en EP av Outlast, utgiven 1995 på Wounded Records.

## Låtlista
1. "Intro / Colours" - 3:35
2. "Cover Me" - 1:42
3. "Fear" - 1:48
4. "Dedication" - 2:34
5. "Taste of Flesh" - 1:56
6. "Blindfolded" - 2:19
7. "Remind Me" - 1:32
8. "Shine Through" - 1:53
9. "Have You Won?" - 1:06
10. "Define" - 1:57